# Otto Nägeli
Otto Nägeli (Ermatingen, 13 de mayo de 1871 - 19 de agosto de 1938) fue un médico, hematólogo botánico suizo. Junto con Oskar Nägeli ( 1885-1959 , dermatólogo) eran hijos del médico Otto Nägeli (1843-1922); y sobrinos del botánico Carl Wilhelm von Nägeli (1817-1891).
Estudió en Lausanna, Zúrich, Estrasburgo, y en Berna. En 1897, recibió su doctorado en Zúrich, donde fue habilitado para la medicina interna en 1900. Fue profesor de medicina en Tubinga, Alemania y luego ordinarius y director de Clínica médica de la Universidad de Zúrich, en 1918.
Nägeli hizo muchas contribuciones a los métodos de diagnóstico hematológico y de la leucemia. Informó de leucopenia en el tifus y escribió un libro de texto sobre enfermedades de la sangre.

## Botánica
Trabajó en la familia Orchidaceae, con el género Ophrys

## Algunas publicaciones

### Libros
- 1907. Blutkrankheiten und Blutdiagnostik: Lehrbuch der morphologischen Hämatologie Mit Figuren im Text und 4 farb. Tafeln (Enfermedades de la sangre y el diagnóstico de sangre: los libros de texto de Hematología con caracteres morfológicos en el texto y cuatro paneles de color). Ed. Veit & Co. 520 pp.
- 1919. Blutkrankheiten und Blutdiagnostik: Lehrbuch der klinischen Hämatologie ( Enfermedades de la sangre y el diagnóstico de sangre: los libros de texto de Hematología Clínica). Ed. Gruyter. 662 pp.

## Honores
- Premio Otto Nageli, de ciencia

- La abreviatura «O.Nägeli» se emplea para indicar a Otto Nägeli como autoridad en la descripción y clasificación científica de los vegetales.[1]

## Fuente
- Zander, R., Fritz Encke, Günther Buchheim, Siegmund Seybold. 1984. Handwörterbuch der Pflanzennamen. Ulmer Verlag. Stuttgart. ISBN 3-8001-5042-5

## Literatura
- H. Hürlimann. 1974. Zur Erinnerung an Paul Aellen (1896-1973) . En: Bauhinia (Zeitschrift) 5 (2), pp. 103-104